# 岸田真弥
岸田 真弥（きしだ しんや、1963年10月10日 - ）は、日本の俳優、モデルである。本名および旧芸名、川岸 晋也（かわぎし しんや）。大阪府岸和田市出身。ジェイ・クリップ所属。

## 略歴
1963年、大阪府岸和田市生まれ。
成城大学文芸学部芸術学科卒業（映画専攻）。
大学在学中より、熱海後楽園、西武園遊園地、多摩テック、花やしき、向ヶ丘遊園地など全国各地の遊園地、デパートなどで数多くのキャラクターショーに出演、スーツアクターを演じる。
大学在学中より名倉加代子に師事し、ダンサーとして活動。
大学卒業後、レストランシアター赤坂コルドンブルーでスカウトされ、1988年映画「SO WHAT（山川直人監督）」で俳優デビュー。
1991年　雑誌「ミスターバイクBG」の企画でホンダ・ゴールドウイング（GL1500）に乗り、宗谷岬から佐多岬まで後部座席に人形を乗せた”二人乗り”で日本縦断。当時オートバイ高速二人乗りは禁止されていた。
2020年現在、芸能事務所「ジェイ・クリップ」所属。
2001年より、演技レッスン団体「ウィナーズラボ」を主宰。

## 公称サイズ
- 身長：180cm
- 体重：72kg
- チェスト：98cm
- ウエスト：82cm
- ヒップ：95cm
- シューズサイズ：26.5cm

## 資格・特技
- ホームセンターマニアが高じ、2004年DIYアドバイザー資格を取得。家具工作、バイク修理、自宅リフォームが趣味。
- 大型自動二輪免許。普通自動車免許。
- 少林寺拳法初段。剛柔流空手2級。
- カメラ（人物撮影）。

## 出演

### 映画
- SO WHAT（1988年）山川直人監督 4人主役の内の一人
- はぐれ刑事純情派（1989年）吉川一義監督
- バカヤロー!3 へんな奴ら 第四話「クリスマスなんか大嫌い」（1990年）山川直人監督
- 継承盃（1992年）大森一樹監督
- さよならニッポン（1995年）堤幸彦監督
- あめりか（2004年）永野知朗監督
- あの日、答えを失って（2011年）
- あやごじら（2012年）
- PRINCESS OF KAYA 〜カストラの秘宝〜(2012年）
- HOME(2012年）
- チーム・バチスタFINAL ケルベロスの肖像(2014年）星野和成監督
- Broken（2016年） Rionne McAvoy監督
- 夜明けを信じて。（2020年10月）赤羽博監督 - 大原教授 役

### テレビドラマ
- 仮面ライダーBLACK 第4話（1987年10月25日、MBS制作・TBS）
- 東芝日曜劇場 母さん、これが息子の浪人生活です（1989年、MBS)
- 連続テレビ小説 青春家族（1989年、NHK）
- 愛の劇場 鎌倉ペンション物語（1989年、TBS）
- 京の旅 鴨川べり女の宿（1990年、TBS）
- はぐれ刑事純情派（1990年、テレビ朝日）
- 180の男（1990年、日本テレビ） - 主演
- 恋しとよ君恋しとよ（1991年、NHK）
- うたう!大龍宮城（1992年、フジテレビ）
- いとこ同志（1992年、日本テレビ）
- はだかの刑事（1993年、日本テレビ）
- 大河ドラマ（NHK）
  - 八代将軍吉宗（1995年）
  - 花燃ゆ 第26話（2015年6月28日） - 長州藩重役 役
- 行列のできる法律相談所（再現ドラマ）（2003年、日本テレビ）
- 土曜ワイド劇場 仮釈放の女（2004年、テレビ朝日）
- 恋におちたら〜僕の成功の秘密〜（2005年、フジテレビ）
- ココリコミラクルタイプ（再現ドラマ）（2006年、フジテレビ）
- トップキャスター（2006年、フジテレビ）
- カスペ!（2006年、フジテレビ）
- 252 生存者あり episode.ZERO（2008年12月5日、日本テレビ） - 三島隊長 役
- こちらサイエンスJr.編集部（2010年、CS） - 編集長 役
- ミルクチャポン 第20回「温ミルさん」（2011年、TBS） - メイクさん 役
- 遺留捜査 第1シリーズ 第9話（2011年6月8日、テレビ朝日） - 藤岡嘉一 役
- たぶらかし-代行女優業・マキ- 第2話（2012年4月12日、読売テレビ制作・日本テレビ） - 加藤宏明 役
- 赤い糸の女（2012年、東海テレビ制作・フジテレビ） - 福祉課長 役
- 超再現!ミステリー 第7回「魔〜追跡の魔」（2012年6月12日、日本テレビ） - 飛鳥井探偵 役
- 天国の恋 第7話（2013年11月5日、東海テレビ制作・フジテレビ） - 内科医 役
- 中居正広の金曜日のスマたちへ スペシャル やしきたかじん（2014年、TBS） - 久保田医師 役
- 下町ロケット 第9話（2015年12月13日、TBS） - 桝田実 役
- 東京センチメンタル 第1話（2016年1月16日、テレビ東京）
- 新・牡丹と薔薇 第39話（2016年1月27日、東海テレビ制作・フジテレビ） - 医師 役
- 連続テレビ小説（NHK）
  - とと姉ちゃん 第104回（2016年8月2日） - 松平暎伸 役
- 賢者の愛 第1話（2016年、WOWOW） - 熊谷監督 役
- ハロー張りネズミ 第7話（2017年8月25日、TBS）
- 相棒 元旦スペシャル（2018年1月1日、テレビ朝日） - 南 役
- 三島由紀夫 命売ります（2018年、BSジャパン） - 副院長 役
- ブラックペアン（2018年、TBS） - 理事長 役
- ランウェイ24（2019年、朝日放送制作・テレビ朝日） - 主人公の父 役
- Heaven? 〜ご苦楽レストラン〜 最終話（2019年9月10日、TBS）
- 半沢直樹 第6話（2020年8月23日、TBS） - 金融庁長官 役
- 七人の秘書 第1話（2020年10月22日、テレビ朝日） -  ホテルの支配人 役
- 天目危機（2021、華流ドラマ） - 黒木弘 役
- おいハンサム!! 第5話、第6話（2022年、フジテレビ）- 大倉学の父 役
- オクトー 〜感情捜査官 心野朱梨〜第1話（2022年、読売テレビ） - 岩田川俊介の父親 役
- 家庭教師のトラコ（2022年、日本テレビ） - 福田豊 役
- 特捜9 season6 第5話（2023年5月3日、テレビ朝日） - 馬渕智彦 役
- 量産型リコ -もう1人のプラモ女子の人生組み立て記-　第５話 (2023年）-蜂川 役
- Destiny 第5話（2024年5月7日、テレビ朝日）-裁判長 役
- JKと六法全書 第4話（2024年5月10日、テレビ朝日） - 裁判長 役[2]
- 僕達はまだその星の校則を知らない 第6話（2025年8月18日、関西テレビ・フジテレビ） - 校長 役[3]

### テレビ番組
- 第37回NHK紅白歌合戦（1986年、NHK）小柳ルミ子のバックダンサー
- たけしのスーパージョッキー（1988年、日本テレビ）コサックダンスの先生
- なら婚(2014年、日本テレビ)CM監督役

### ビデオ
- 佐木伸誘「SEEK AND FIND」ショートムービー（1989年、監督：山川直人）
- オオカミが出てきた日（1992年、にっかつ、堤幸彦監督）主演
- 首領がゆく（2006年、東映）

### 舞台
- PLAYZONE MYSTERY-少年隊ミュージカル-（1986年、青山劇場）
- ピーターレビューショー（1987年、赤坂コルドンブルー）
- 前田美波里レビューショー（1987年、赤坂コルドンブルー）
- 今陽子レビューショー（1988年、クリスタルルーム）
- 坂本スミ子レビューショー（1988年、赤坂コルドンブルー）
- 鹿島とも子レビューショー（1988年、赤坂コルドンブルー）
- 逢魔が恋暦（1988年、新橋演舞場）
- 花（1991年、三越劇場）
- 幕末太陽伝（1991年、銀座セゾン劇場）
- アニー（1992年、青山劇場）
- 大草原の小さな家（1993年、1994年、東京厚生年金会館他）
- ソング・オブ・サイゴン（1993年、新神戸オリエンタル劇場）
- 室井滋のドレッサー（1994年、アムラックス）出演、振付
- 二人でお茶を（1995年、博品館劇場）
- フープ・ディー・ドゥーレビュー（1995年〜1996年、TDL）ジョニー役
- 雨に唄えば（1996年、日生劇場）
- マイフェアレディ（1997年/1999年、帝国劇場他）
- 42ndストリート（1997年、日生劇場）
- サウンド・オブ・ミュージック（1998年、日生劇場）
- アイリーン（1998年、日生劇場）
- ローマの休日（1998/99/2000年、青山劇場、帝国劇場他）

### MV
- 乃木坂46「今、話したい誰かがいる」(2015年）
- DEEP「I promiss you」(2013年）
- AKB48「とっておきクリスマス」(2012年）

### WEB
- 翼（2010年、ナショナルジオグラフィック創刊40周年記念ムービー） - 父 役
- ホテルメトロポリタン仙台「いくつもの想いを紡いで」（2014年） - 新婦の父 役
- 今日も浮つく、あなたは燃える（2022年12月28日、BUMP） - 秀雄 役[4][5]
- HEART ATTACK (2025 )〜幹部役

### テレビCM
- ALSOK TVCM「ここに、ALSOK」非常ボタン篇 (2025-）
- chocoZAP TVCM 「出かける理由」編(2024-）
- chocoZAP TVCM 「コミコミ60秒」編(2024）
- 日本M&Aセンター TVCM「私たちは立ち向かう」篇(2023)
- 日本M&Aセンター TVCM「経営者の想い」篇(2023年)
- GENIEE SFA/CRM(2022年）
- 小林製薬「コムレケア」(2021年〜）
- かっぱ寿司　「国産生サーモンと極上ネタ祭り」篇(2018年）
- 牛角　「どんなお祝いも、牛角で。」CM イエスマンの快挙篇(2017）
- 東京海上日動　挑戦シリーズ・背中を押す者（開発）篇(2017)
- オリンパス企業広告　「父、帰る。」編「かわいい子には、旅を。」編(2016年）
- 山田養蜂場「みつばち健康科学研究所‐43名の研究員編」(2016年)
- ベリーベスト法律事務所「B型肝炎訴訟」(2015年~)
- dTV(2015年)
- NN生命(2015年)
- ヱスビー食品「本生きざみわさび」(2014年~)
- メットライフ生命「FLexi」(2014)
- ダイハツ「くらしの真ん中で少年と働く人たち編」(2014年）
- 日本香堂　やさしい時間「こころの携帯電話・父の日の語らい」篇(2014年~）
- 日経デジタル「田中電子版「Myニュース」篇」(2014年）
- JT「想いあう、ときのそばに。/上司と部下編」(2013年）
- メットライフアリコ「夫婦で医療保険」(2013年）
- エバーライフ「皇潤プレミアム」(2013年)
- 東芝「スマーボ」(2012年-）
- キヤノンEOS5D mk3(2012年)
- スカパー(2011年)
- 丸井(2011〜14)
- フォルクスワーゲン パサート（2011〜12年）
- ソフトバンク ホワイト家族(2011年)
- ウィダーインゼリー(2011年)
- コカコーラ ハッピー家族(2010年)
- エスカップ(2010年)
- 美和ロック(2009年)
- セキスイハイム「あったか家族」(2007年)
- キリン「淡麗」(2007年)
- 紳士服「アオキ」(2006年)
- 医療情報システムBML(2006年)
- アメリカンホームダイレクト（2006年）